# Resorcinol
El resorcinol o benzè-1,3-diol és un compost orgànic amb la fórmula C6 H4 (OH)2 . És un dels tres benzenodiols isòmerics, (1,3 - isòmer o meta - isòmer). És un sòlid incolor, soluble en aigua amb reacció lleugerament àcida.

## Dades fisicoquímiques
Punt de fusió: 110 ° C
Punt d'ebullició: 281 ° C; (178 ° C (16 mmHg))
Solubilitat en aigua: 123 g / 100 ml a 20 ° C
Primer constant d'acidesa: 10-10 mol / l

## Síntesis
El resorcinol s'obté a partir del fenil-m-dibencensulfònic (C₆H₄(SO₃H)₂) fonent-lo amb sosa càustica. Com subproducte es forma sulfit sòdic:
C₆H₄(SO₃H)₂ + 4 NaOH -> C₆H₄(OH)₂ + 2 Na₂SO₃
A més a més s'obtenen en la destil·lació de resines naturals, a partir de goma de resina ammoniada, d'ací el seu nom, per la seva relació amb l'orcina química.

## Aplicacions
El resorcinol és producte de partida de diversos productes, des de fàrmacs fins a colorants com la Fluoresceïna (que deu una part del seu nom a aquest compost). A més a més s'utilitza com antisèptic dèrmic. La major part dels casos però, s'utilitza per a la producció de resines artificials. Aquestes s'utilitzen per exemple com adherents entre el teixit d'acer i la goma en la fabricació de pneumàtics.
El resorcinol és també un suport que es troba en una classe d'agents anticancerosos, alguns dels quals (luminespib, ganetespib, KW-2478 i onalespib), formen part d'assajos clínics a partir del 2014. Una part de l'estructura de resorcinol s'uneix a la inhibició per xoc tèrmic del domini N-terminal de la proteïna 90, que és un objectiu farmacològic pels tractaments anticancerosos.

## Reactivitat
El resorcinol comparteix moltes característiques amb el fenol. Es desprotona amb facilitat. No obstant això és molt més important la forma diceto  tautomèrica. Així amb anhidrur acètic es formen èsters amb els grups hidroxi mentre que amb hidroxilamina es formendioximes amb la forma diceto.
El resorcinol reacciona amb l'amalgama de sodi hidrogenant-se per donar ciclohexan-1,3-diona
També reacciona amb acetoacetat d'etil en medi àcid, obtenint-se la β-metilumbeliferona (7-hidroxi-4-metilcumarina).

## Analítica
Amb dissolucions de sals de ferro (III) dona una coloració violada. En escalfar redueix una dissolució de sals de plata amoniacal per donar plata nativa.
Si s'escalfa resorcinol juntament amb sacarina i se li afegeix àcid sulfúric i després d'haver-se refredat el tub de reacció es dilueix i s'agrega hidròxid de sodi s'obté una solució amb intensa fluorescència verda (reacció de Bornstein).